# Magland

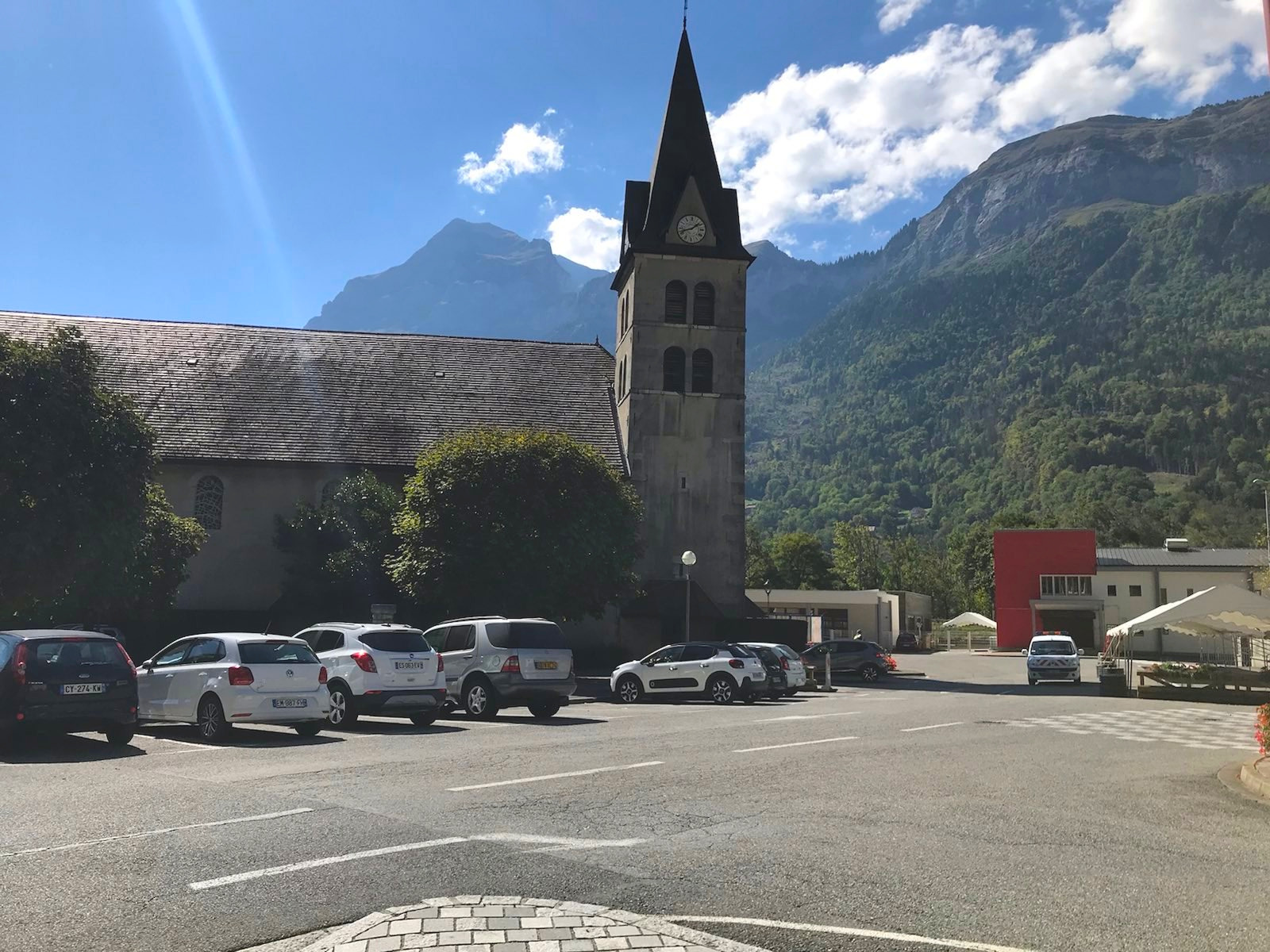
Kościół św. Maurycego (2022)

Magland – miejscowość i gmina we Francji, w regionie Owernia-Rodan-Alpy, w departamencie Górna Sabaudia.
Według danych na rok 1990 gminę zamieszkiwało 2861 osób, a gęstość zaludnienia wynosiła 71 osób/km² (wśród 2880 gmin regionu Rodan-Alpy Magland plasuje się na 312. miejscu pod względem liczby ludności, natomiast pod względem powierzchni na miejscu 111.).